# Efterfølgende meddelagtighed
Efterfølgende meddelagtighed er en forbrydelse, der består i at medvirke til, at en kriminel handling får den for forbryderen tilsigtede hensigt. Eksempelvis kan hæleri regnes som efterfølgende meddelagtighed.
Fænomenet efterfølgende meddelagtighed går tilbage til Straffeloven af 1866. § 55 i den daværende straffelov indeholdt en almen bestemmelse om efterfølgende medvirken med følgende ordlyd:
"Den, som efter at en Forbrydelse er bleven fuldstændig iværksat, uden noget derom forud udtrykkelig eller stiltiende givet Tilsagn har gjort sig medskyldig i den ved Handlinger, der gaa ud paa at sikre Gerningsmanden den ulovlig erhvervede Fordel, selv at deltage i denne eller paa anden Maade at fortsætte den ved Forbrydelsen tilvejebragte retstridige Tilstand, belægges med en Straf, der ikke overskrider Halvdelen af den højeste og ikke er mindre end Fjerdedelen af den laveste for Forbrydelsen i Loven foreskrevne Straf".
Spørgsmålet var imidlertid hvorledes, dette skulle afgøres og dømmes. Skulle en person, der ansås af have begået efterfølgende meddelagtighed eksempelvis straffes ligeså hårdt som den, der havde begået en klar forbrydelse, eller mildere end denne? Eller skulle sådanne kunne gå helt fri for straf?
Ved vedtagelsen af Borgerlig Straffelov af 15. april 1930 blev indført regler om meddelagtighed, som i forhold til den tidligere lov betegnede en betydelig simplifikation, idet loven bestemte, at den for en lovovertrædelse givne straffebestemmelse omfattede alle, som ved tilskyndelse, råd eller dåd havde medvirket til gerningen (§ 23). Dog kunne straffen nedsættes (altså under den for den pågældende forbrydelse foreskrevne mindstestraf) for den, der kun har villet yde en mindre væsentlig bistand eller styrke et allerede fattet forsæt, samt når forbrydelsen ikke var fuldbyrdet, eller en tilsigtet meddelagtighed var mislykkedes, og hvis lovovertrædelsen ikke kunne straffes med højere straf end hæfte og ikke andet var bestemt, kunne straf helt bortfalde, når den medvirkende kun har villet yde en mindre væsentlig bistand eller styrke et allerede fattet forsæt, eller hvis dennes meddelagtighed skyldes uagtsomhed.
Baggrunden for den ændrede retspraksis var straffelovsbetænkningen fra 1912, hvori det hed:
"Sluttelig skal blot bemærkes, at Udkastet ikke gør Anvendelse af Begrebet efterfølgende Meddelagtighed. Er der Trang til at straffe en Handling, der staar i et efterfølgende Forhold til en Forbrydelse, vil der altid foreligge et delictum sui generis".
I straffelovsbetænkningen fra 1917 nævnes, at efterfølgende medvirken var udgået i 1912-betænkningen og her efter behandles som selvstændig forbrydelse, men Straffelovsbetænkningen fra 1923 konstaterede, at det er en simplifikation, at blandt andet et begreb som efterfølgende medvirken er bortfaldet.